# Aleksandra Kałucka

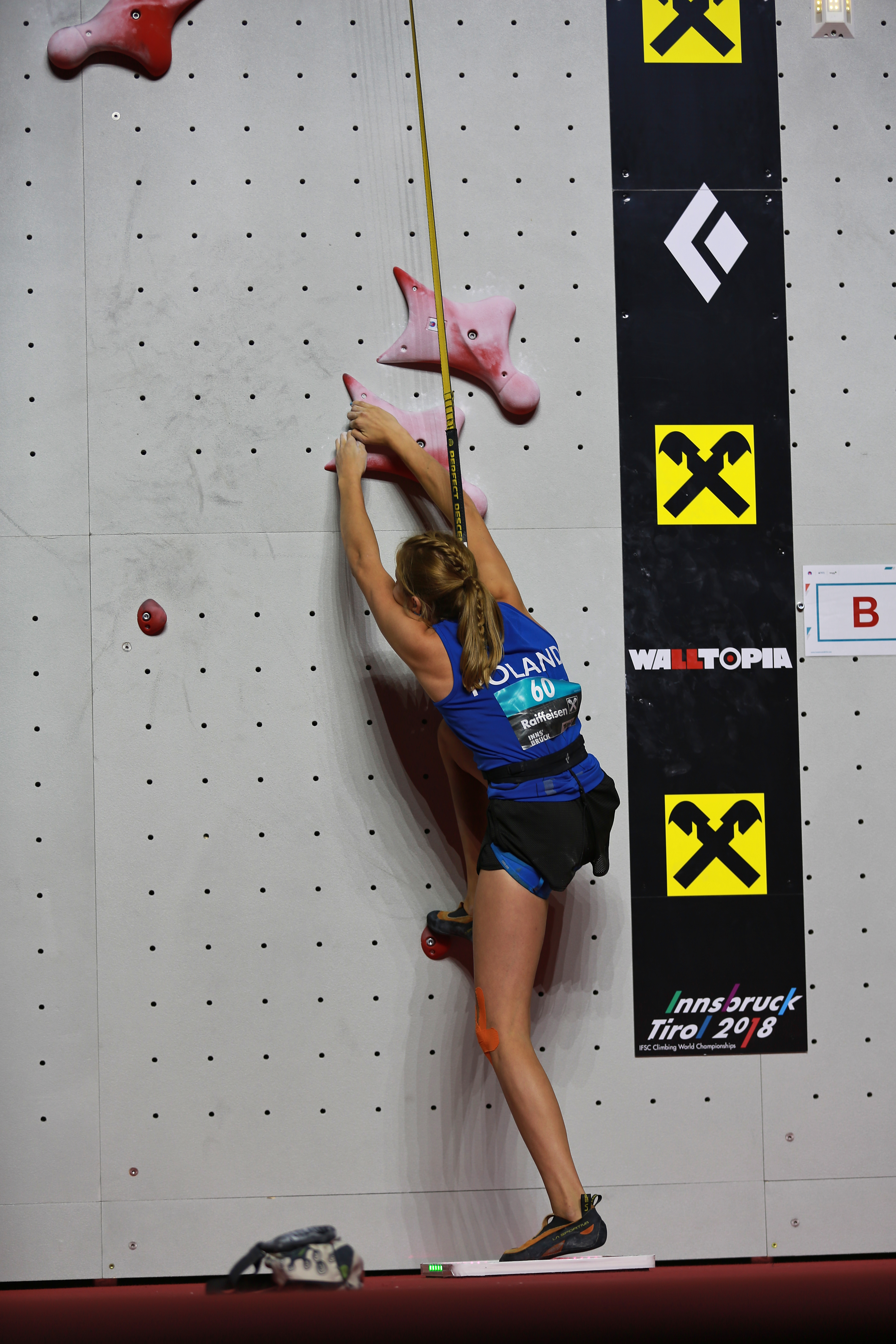
Aleksandra Kałucka podczas MŚ 2018 w Innsbrucku.

Aleksandra Żaneta Kałucka (ur. 25 grudnia 2001 w Tarnowie) – polska zawodniczka uprawiająca wspinaczkę sportową, specjalizująca się we wspinaczce na czas. Brązowa medalistka olimpijska we wspinaczce na czas (2024), najlepsza zawodniczka Pucharu Świata 2022.

## Kariera sportowa
Aleksandra Kałucka karierę sportową rozpoczęła w MKS Tarnovia. Od 2017 roku jest zawodniczką Klubu Uczelnianego AZS AT w Tarnowie.
W 2012 roku podczas I edycji Pucharu Polski Młodzików i Dzieci w zawodach we wspinaczce sportowej zajęła 2. miejsce. W 2016 roku w Imst odniosła swoje pierwsze zwycięstwo w zawodach w Pucharu Europy Juniorów.
W 2017 roku w Innsbrucku zdobyła złoty medal podczas Mistrzostw Świata Juniorów we wspinaczce na czas. W 2018 została mistrzynią Polski seniorów w konkurencji na czas. Wzięła udział w Letnich Igrzyskach Olimpijskich Młodzieży 2018.
W 2019 w Tuluzie brała udział w światowych kwalifikacjach do IO 2020 w Tokio we wspinaczce łącznej, gdzie zajęła niepremiowane 17. miejsce. W tym samym roku zdobyła brązowy medal Mistrzostw Świata Juniorów. W 2020 roku sięgnęła po tytuł mistrzyni Polski seniorów w klasyfikacji łącznej.
W 2022 roku wygrała klasyfikację generalną Pucharu Świata w konkurencji na czas. W tej samej konkurencji zwyciężyła w Akademickich Mistrzostwach Świata, Europejskich Igrzyskach Akademickich i Akademickich Mistrzostwach Polski. W Monachium zdobyła srebrny medal Mistrzostw Europy 2022.
W 2024 roku zdobyła brązowy medal na Letnich Igrzyskach Olimpijskich w Paryżu.

## Osiągnięcia

### Igrzyska Olimpijskie
| Konkurencja        | 2024 |
| Wspinaczka na czas | 3    |

### Mistrzostwa Świata
| Konkurencje        | 2018 | 2019 | 2021 | 2023 |
| Wspinaczka na czas | 4    | 5    | 10   | 4    |
| Wspinaczka łączna  | 25   | 28   | –    | –    |

### Mistrzostwa Europy
| Konkurencje        | 2019 | 2020 | 2022 |
| Wspinaczka na czas | 4    | 4    | 2    |

### Puchar Świata

#### Miejsca w klasyfikacji generalnej
| Konkurencja        | 2018 | 2019 | 2020 | 2021 | 2022 | 2023 | 2024 |
| Wspinaczka na czas | 18   | 7    | –    | –    | 1    | 6    | 6    |

#### Sukcesy w zawodach Pucharu Świata
| Data             | Miejsce        | Konkurencja        | Pozycja |
| ---------------- | -------------- | ------------------ | ------- |
| 13 lipca 2019    | Chamonix       | wspinaczka na czas | 3.      |
| 8 maja 2022      | Seul           | wspinaczka na czas | 3.      |
| 23 maja 2022     | Salt Lake City | wspinaczka na czas | 2.      |
| 30 maja 2022     | Salt Lake City | wspinaczka na czas | 3.      |
| 10 lipca 2022    | Chamonix       | wspinaczka na czas | 2.      |
| 11 września 2022 | Edynburg       | wspinaczka na czas | 1.      |
| 26 września 2022 | Dżakarta       | wspinaczka na czas | 3.      |
| 7 maja 2023      | Dżakarta       | wspinaczka na czas | 3.      |
| 4 maja 2024      | Salt Lake City | wspinaczka na czas | 2.      |

## Życie prywatne
Ma siostrę bliźniaczkę Natalię. Są wcześniakami, urodziły się na początku siódmego miesiąca ciąży.
W 2024 Aleksandra ukończyła studia licencjackie z matematyki na Akademii Tarnowskiej, od września 2024 do maja 2025 uczęszczała na studia magisterskie z matematyki na Uniwersytecie Edynburskim.

## Odznaczenia i wyróżnienia
- Złoty Krzyż Zasługi (2024)[13]
- laureatka nagrody "As Małopolski" (2024)[14]